# Eglė Špokaitė
Eglė Špokaitė (Vílnius, 15 de gener de 1971) és una artista de ballet de Lituània, primera ballarina de l'Òpera i Ballet Nacional de Lituània (1989-2011). Directora artística del Eglė Špokaitė Ballet School. Guanyadora del Premi Nacional de Lituània, així com d'altres nombrosos premis i honors. Viu i treballa a Vílnius i Boston.

## Biografia
Eglė Špokaitė va néixer en 1971 a Vílnius. Després de graduar-se a l'Escola de Ballet de Vílnius el 1989, va esdevenir solista de l'Òpera i Ballet Nacional de Lituània. Entre 1994 i 1996 va esdevenir la guanyadora de quatre competicions internacionals de ballet. Durant la seva carrera entre 1989 i 2011 Eglė Špokaitė va realitzar papers principals a l'Òpera i Ballet Nacional de Lituània. Ha representat papers clàssics amb els principals pedagogs de Rússia: Ninel Kurgapkina, Kseniya Ter-Stepanova. Eglė ha col·laborat amb les més destacades figures de l'art com Mstislav Rostropóvitx, Maya Pliseckaya, Eimuntas Nekrosius. I treballat sota la direcció dels coreògrafs G.Aleksidze, Krzysztof Pastor, Boris Eifman, Alexei Ratmansky, Alla Sigalova, entre d'altres. El 2009, juntament amb Kristina Sliesoraitienė com a sòcia van establir la Eglė Špokaitė i Kristina Sliesoraitienė Ballet School. L'any 2011 Eglė Špokaitė es va retirar de l'escenari de l'Òpera i Ballet Nacional de Lituània. L'any 2011 la Eglė Špokaitė i Kristina Sliesoraitienė Ballet School va ser tornat a nomenar com «Eglė Špokaitė Ballet School». Eglė continua sent la directora artística de l'escola.
Està casada amb el fotògraf i científic Dainius Macikenas.

## Premis i honors
Eglė Špokaitė ha estat guardonada en nombroses ocasions pels seus treballs i la dedicació a la dansa i cultura lituana: 
- Primer Premi, Concurs internacional de ballet a Perm (Rússia) i un premi especial per al millor duet (1994)
- Tercer Premi Concurs Internacional de Ballet "Maya'94" (Sant Petersburg, Rússia, 1994)
- "Millor Ballarina de Lituània" (1994)
- Primer premi al Concurs Internacional de Ballet de Hèlsinki (1995)[10]
- Primer Premi (Medalla d'Or) de Nagoya (Japó, 1996)[11]
- Quarta classe de l'Orde Gran Duque Gediminas (1996)[12]
- Premi Nacional de Lituània (1996)
- Premi Nacional "Operos Svyturiai" a la categoria de "Female Ballet Soloist of the Year" (Vílnius, Lituània, 2002)[13]
- Premi Nacional "Operos Svyturiai" a la categoria de "Female Ballet Soloist of the Year" (Vílnius, Lituània, 2003)[13][14]
- Premi del Públic Ballet Solistes, (Vílnius, 2003)
- Golden Stage Cross (el més alt premi de les arts escèniques a Lituània) pels assoliments extraordinaris en ballet i dansa (Vílnius, Lituània, 2003)
- Golden Stage Cross pels destacats assoliments en el ballet i la dansa (Vílnius, Lituània, 2006)
- Concessió de The International Maya Plisetskaya and Rodion Shchedrin Foundation per la seva vida dedicada a l'art del ballet[15]
- Creu d'or pel paper d'Olympia al Leo Delibes "Coppelia", (2011)[16]